# Marratha
Marratha is een geslacht van kreeftachtigen uit de klasse van de Malacostraca (hogere kreeftachtigen).

## Soort
- Marratha angusta (Rathbun, 1906)